# Atletika na Letních olympijských hrách 2012 – 100 metrů muži
 Běh na 100 metrů mužů na Letních olympijských hrách 2012 se uskutečnil 4. a 5. srpna na Olympijském stadionu v Londýně. Vítězem se stal v novém olympijském rekordu (9,63 s) jamajský sprinter Usain Bolt.

## Rekordy
Před startem soutěže byly platné rekordy následující:
| Světový rekord           | Usain Bolt (JAM)  | 9,58 s | Berlín, Německo   | 16. srpna 2009  |
| Olympijský rekord        | Usain Bolt (JAM)  | 9,69 s | Peking, Čína      | 16. srpna 2008  |
| Nejlepší výkon roku 2012 | Yohan Blake (JAM) | 9,75 s | Kingston, Jamajka | 30. června 2012 |

Následující olympijský rekord byl ustanoven v této soutěži:
| Datum    | Kolo   | Atlet            | Čas    | Pozn. |
| -------- | ------ | ---------------- | ------ | ----- |
| 5. srpna | Finále | Usain Bolt (JAM) | 9,63 s | OR    |

## Kalendář
Pozn. Všechny časy jsou v britském letním čase (UTC+1).
| Datum                | Čas         |                   |
| -------------------- | ----------- | ----------------- |
| Sobota 4. srpna 2012 | 10:00 12:30 | Předkolo Rozběhy  |
| Neděle 5. srpna 2012 | 19:45 21:50 | Semifinále Finále |

## Výsledky
- Q Přímý postup
- q Postup na čas
- DNS Nestartoval
- DNF Nedokončil
- DSQ Diskvalifikován

- PB osobní rekord
- SB nejlepší čas sezóny
- NR národní rekord
- CR kontinentální rekord
- OR olympijský rekord
- WR světový rekord

### Předkola
Předkol se zúčastnili papírově nejslabší běžci, ostatní byli nasazeni přímo do rozběhů. Z každého běhu předkola postoupili do rozběhů přímo první dva běžci. Ze zbylých běžců pak dodatečně postoupili dva s nejlepším časem. 

#### Běh 1
| Poř. | Běžec                     | Národnost                    | Čas start. reakce | Čas   | Pozn. |
| ---- | ------------------------- | ---------------------------- | ----------------- | ----- | ----- |
| 1    | Artur Bruno Rojas         | Bolívie                      | 0,162             | 10,62 | Q     |
| 2    | Devilert Arsene Kimbembe  | Konžská republika            | 0,143             | 10,68 | Q, SB |
| 3    | Holder da Silva           | Guinea-Bissau                | 0,168             | 10,69 | q, SB |
| 4    | Joseph Andy Lui           | Tonga                        | 0,184             | 11,17 |       |
| 5    | Mohan Khan                | Bangladéš                    | 0,149             | 11,25 | PB    |
| 6    | Kilakone Siphonexay       | Laos                         | 0,174             | 11,30 |       |
| 7    | Christopher Lima da Costa | Svatý Tomáš a Princův ostrov | 0,195             | 11,56 | PB    |
|      |                           |                              | Vítr: +0,9 m/s    |       |       |

#### Běh 2
| Poř. | Běžec               | Národnost           | Čas start. reakce | Čas   | Pozn. |
| ---- | ------------------- | ------------------- | ----------------- | ----- | ----- |
| 1    | Jurgen Themen       | Surinam             | 0,158             | 10,55 | Q     |
| 2    | Fernando Lumain     | Indonésie           | 0,155             | 10,80 | Q, SB |
| 3    | Wilfried Bingangoye | Gabon               | 0,239             | 10,89 |       |
| 4    | Liaquat Ali         | Pákistán            | 0,169             | 10,90 |       |
| 5    | Rodman Teltull      | Palau               | 0,171             | 11,06 | PB    |
| 6    | Tavevele Noa        | Tuvalu              | 0,180             | 11,55 |       |
| 7    | Timi Garstang       | Marshallovy ostrovy | 0,162             | 12,81 |       |
|      |                     |                     | Vítr: +0,9 m/s    |       |       |

#### Běh 3
| Poř. | Běžec                 | Národnost                | Čas start. reakce | Čas   | Pozn. |
| ---- | --------------------- | ------------------------ | ----------------- | ----- | ----- |
| 1    | Béranger Aymard Bosse | Středoafrická republika  | 0,162             | 10,55 | Q     |
| 2    | Yeo Foo Ee Gary       | Singapur                 | 0,159             | 10,57 | Q, PB |
| 3    | Azneem Ahmed          | Maledivy                 | 0,153             | 10,79 | q, NR |
| 4    | J'maal Alexander      | Britské Panenské ostrovy | 0,163             | 10,92 |       |
| 5    | John Howard           | Mikronésie               | 0,203             | 11,05 |       |
| 6    | Chris Walasi          | Šalomounovy ostrovy      | 0,164             | 11,42 |       |
| 7    | Elama Fa’atonu        | Americká Samoa           | 0,170             | 11,48 | PB    |
|      |                       |                          | Vítr: +1,7 m/s    |       |       |

#### Běh 4
| Poř. | Běžec                  | Národnost                 | Čas start. reakce | Čas   | Pozn. |
| ---- | ---------------------- | ------------------------- | ----------------- | ----- | ----- |
| 1    | Gérard Kobéané         | Burkina Faso              | 0,194             | 10,42 | Q, SB |
| 2    | Fabrice Coiffic        | Mauricius                 | 0,149             | 10,62 | Q     |
| 3    | Courtney Carl Williams | Svatý Vincenc a Grenadiny | 0,164             | 10,80 | PB    |
| 4    | Rachid Chouhal         | Malta                     | 0,160             | 10,83 | SB    |
| 5    | Tilak Ram Tharu        | Nepál                     | 0,156             | 10,85 | PB    |
| 6    | Masoud Azizi           | Afghánistán               | 0,167             | 11,19 |       |
| 7    | Nooa Takooa            | Kiribati                  | 0,155             | 11,53 | PB    |
| 8    | Patrick Tuara          | Cookovy ostrovy           | 0,165             | 11,72 |       |
|      |                        |                           | Vítr: +0,5 m/s    |       |       |

### Rozběhy
Z každého rozběhu přímo postoupili do semifinále první tři běžci. Z ostatních dodatečně postoupili tři s nejlepším časem.

#### Rozběh 1
| Poř. | Dráha | Běžec                 | Národnost              | Čas start. reakce | Čas   | Pozn. | Kval. |
| ---- | ----- | --------------------- | ---------------------- | ----------------- | ----- | ----- | ----- |
| 1    | 6     | Tyson Gay             | Spojené státy americké | 0,147             | 10,08 |       | Q     |
| 2    | 5     | Richard Thompson      | Trinidad a Tobago      | 0,151             | 10,14 |       | Q     |
| 3    | 7     | Gerald Phiri          | Zambie                 | 0,147             | 10,16 | SB    | Q     |
| 4    | 3     | Jaysuma Saidy Ndure   | Norsko                 | 0,166             | 10,28 |       |       |
| 5    | 4     | Angel David Rodriguez | Španělsko              | 0,168             | 10,34 |       |       |
| 6    | 2     | Jurgen Themen         | Surinam                | 0,169             | 10,53 |       |       |
| 7    | 5     | Isidro Montoya        | Kolumbie               | 0,165             | 10,54 |       |       |
| 8    | 1     | Yeo Foo Ee Gary       | Singapur               | 0,144             | 10,69 |       |       |
|      |       |                       |                        | Vítr: -1,4 m/s    |       |       |       |

#### Rozběh 2
| Poř. | Dráha | Běžec                     | Národnost              | Čas start. reakce | Čas   | Pozn. | Kval. |
| ---- | ----- | ------------------------- | ---------------------- | ----------------- | ----- | ----- | ----- |
| 1    | 4     | Justin Gatlin             | Spojené státy americké | 0,200             | 9,97  |       | Q     |
| 2    | 6     | Derrick Atkins            | Bahamy                 | 0,179             | 10,22 |       | Q     |
| 3    | 5     | Rondel Sorrillo           | Trinidad a Tobago      | 0,148             | 10,23 |       | Q     |
| 4    | 8     | Dariusz Kuc               | Polsko                 | 0,163             | 10,24 |       |       |
| 5    | 9     | Nilson Andre              | Brazílie               | 0,172             | 10,26 | SB    |       |
| 6    | 7     | Masashi Eriguchi          | Japonsko               | 0,144             | 10,30 |       |       |
| 7    | 3     | Barakat Mubarak Al-Harthi | Omán                   | 0,152             | 10,41 |       |       |
| 8    | 2     | Fernando Lumain           | Indonésie              | 0,162             | 10,90 |       |       |
|      |       |                           |                        | Vítr: +0,7 m/s    |       |       |       |

#### Rozběh 3
| Poř. | Dráha | Běžec                 | Národnost               | Čas start. reakce | Čas   | Pozn. | Kval. |
| ---- | ----- | --------------------- | ----------------------- | ----------------- | ----- | ----- | ----- |
| 1    | 6     | Ryan Bailey           | Spojené státy americké  | 0,177             | 9,88  | PB    | Q     |
| 2    | 7     | Ben Youssef Meite     | Pobřeží slonoviny       | 0,174             | 10,06 | NR    | Q     |
| 3    | 5     | Justyn Warner         | Kanada                  | 0,149             | 10,09 | PB    | Q     |
| 4    | 3     | Kemar Hyman           | Kajmanské ostrovy       | 0,150             | 10,16 |       | q     |
| 5    | 8     | Suwaibou Sanneh       | Gambie                  | 0,176             | 10,21 | NR    | q     |
| 6    | 4     | Rytis Sakalauskas     | Litva                   | 0,178             | 10,29 |       |       |
| 7    | 1     | Berenger Aymard Bosse | Středoafrická republika | 0,170             | 10,55 |       |       |
| 8    | 2     | Artur Bruno Rojas     | Bolívie                 | 0,154             | 10,65 |       |       |
|      |       |                       |                         | Vítr: +1,5 m/s    |       |       |       |

#### Rozběh 4
| Poř. | Dráha | Běžec                     | Národnost             | Čas start. reakce | Čas   | Pozn. | Kval. |
| ---- | ----- | ------------------------- | --------------------- | ----------------- | ----- | ----- | ----- |
| 1    | 6     | Usain Bolt                | Jamajka               | 0,178             | 10,08 |       | Q     |
| 2    | 4     | Daniel Bailey             | Antigua a Barbuda     | 0,162             | 10,12 |       | Q     |
| 3    | 5     | James Dasaolu             | Velká Británie        | 0,174             | 10,13 |       | Q     |
| 4    | 2     | Amr Ibrahim Mostafa Seoud | Egypt                 | 0,164             | 10,22 |       |       |
| 5    | 3     | Jason Rogers              | Svatý Kryštof a Nevis | 0,177             | 10,30 |       |       |
| 6    | 7     | Ohgo-Oghene Egwero        | Nigérie               | 0,174             | 10,38 |       |       |
| 7    | 1     | Hodler da Silva           | Guinea-Bissau         | 0,182             | 10,71 |       |       |
|      |       |                           |                       | Vítr: +0,4 m/s    |       |       |       |

#### Rozběh 5
| Poř. | Dráha | Běžec                    | Národnost         | Čas start. reakce | Čas   | Pozn. | Kval. |
| ---- | ----- | ------------------------ | ----------------- | ----------------- | ----- | ----- | ----- |
| 1    | 6     | Asafa Powell             | Jamajka           | 0,166             | 10,04 |       | Q     |
| 2    | 3     | Adam Gemili              | Velká Británie    | 0,156             | 10,11 |       | Q     |
| 3    | 5     | Churandy Martina         | Nizozemsko        | 0,168             | 10,20 |       | Q     |
| 4    | 8     | Reza Ghasemi             | Írán              | 0,148             | 10,31 |       |       |
| 5    | 4     | Obinna Metu              | Nigérie           | 0,153             | 10,35 |       |       |
| 6    | 7     | Ramon Gittens            | Barbados          | 0,162             | 10,35 |       |       |
| 7    | 1     | Paul Williams            | Grenada           | 0,168             | 10,65 |       |       |
| 8    | 2     | Devilert Arsene Kimbembe | Konžská republika | 0,157             | 10,94 |       |       |
|      |       |                          |                   | Vítr: 0,0 m/s     |       |       |       |

#### Rozběh 6
| Poř. | Dráha | Běžec          | Národnost             | Čas start. reakce | Čas   | Pozn. | Kval. |
| ---- | ----- | -------------- | --------------------- | ----------------- | ----- | ----- | ----- |
| 1    | 4     | Yohan Blake    | Jamajka               | 0,175             | 10,00 |       | Q     |
| 2    | 6     | Ryota Yamagata | Japonsko              | 0,149             | 10,07 | PB    | Q     |
| 3    | 2     | Bingtian Su    | Čína                  | 0,162             | 10,19 | SB    | Q     |
| 4    | 5     | Antoine Adams  | Svatý Kryštof a Nevis | 0,154             | 10,22 |       | q     |
| 5    | 8     | Peter Emelieze | Nigérie               | 0,153             | 10,22 | SB    |       |
| 6    | 7     | Jeremy Bascom  | Guyana                | 0,135             | 10,31 |       |       |
| 7    | 3     | Marek Niit     | Estonsko              | 0,158             | 10,40 |       |       |
| 8    | 1     | Azneem Ahmed   | Maledivy              | 0,157             | 10,84 |       |       |
|      |       |                |                       | Vítr: +1,3 m/s    |       |       |       |

#### Rozběh 7
| Poř. | Dráha | Běžec           | Národnost         | Čas start. reakce | Čas   | Pozn. | Kval. |
| ---- | ----- | --------------- | ----------------- | ----------------- | ----- | ----- | ----- |
| 1    | 8     | Dwain Chambers  | Velká Británie    | 0,157             | 10,02 | SB    | Q     |
| 2    | 5     | Jimmy Vicaut    | Francie           | 0,196             | 10,11 | SB    | Q     |
| 3    | 4     | Keston Bledman  | Trinidad a Tobago | 0,195             | 10,13 |       | Q     |
| 4    | 6     | Warren Fraser   | Bahamy            | 0,171             | 10,27 |       |       |
| 5    | 7     | Miguel López    | Portoriko         | 0,145             | 10,31 |       |       |
| 6    | 1     | Gérard Kobéané  | Burkina Faso      | 0,186             | 10,48 |       |       |
| 7    | 2     | Fabrice Coiffic | Mauricius         | 0,165             | 10,59 |       |       |
|      |       |                 |                   | Vítr: +2,0 m/s    |       |       |       |

### Semifinále
Z každého semifinále postoupili do finále přímo dva nejlepší běžci. Z ostatních dodatečně postoupili dva běžci s nejlepším časem.

#### Semifinále 1
| Poř. | Dráha | Běžec             | Národnost              | Čas start. reakce | Čas   | Pozn. | Kval. |
| ---- | ----- | ----------------- | ---------------------- | ----------------- | ----- | ----- | ----- |
| 1    | 7     | Justin Gatlin     | Spojené státy americké | 0,187             | 9,82  |       | Q     |
| 2    | 2     | Churandy Martina  | Nizozemsko             | 0,148             | 9,91  | NR    | Q     |
| 3    | 4     | Asafa Powell      | Jamajka                | 0,155             | 9,94  |       | q     |
| 4    | 8     | Keston Bledman    | Trinidad a Tobago      | 0,175             | 10,04 |       |       |
| 5    | 6     | Ben Youssef Meite | Pobřeží slonoviny      | 0,163             | 10,13 |       |       |
| 6    | 5     | Jimmy Vicaut      | Francie                | 0,203             | 10,16 |       |       |
| 7    | 9     | James Dasaolu     | Velká Británie         | 0,174             | 10,18 |       |       |
| 8    | 3     | Suwaibou Sanneh   | Gambie                 | 0,175             | 10,18 | NR    |       |
|      |       |                   |                        | Vítr: +0,7 m/s    |       |       |       |

#### Semifinále 2
| Poř. | Dráha | Běžec            | Národnost              | Čas start. reakce | Čas   | Pozn. | Kval. |
| ---- | ----- | ---------------- | ---------------------- | ----------------- | ----- | ----- | ----- |
| 1    | 4     | Usain Bolt       | Jamajka                | 0,180             | 9,87  |       | Q     |
| 2    | 6     | Ryan Bailey      | Spojené státy americké | 0,155             | 9,96  |       | Q     |
| 3    | 8     | Richard Thompson | Trinidad a Tobago      | 0,158             | 10,02 |       | q     |
| 4    | 5     | Dwain Chambers   | Velká Británie         | 0,154             | 10,05 |       |       |
| 5    | 9     | Gerald Phiri     | Zambie                 | 0,165             | 10,11 | SB    |       |
| 6    | 7     | Daniel Bailey    | Antigua a Barbuda      | 0,142             | 10,16 |       |       |
| 7    | 2     | Antoine Adams    | Svatý Kryštof a Nevis  | 0,159             | 10,27 |       |       |
| 8    | 3     | Bingtian Su      | Čína                   | 0,157             | 10,28 |       |       |
|      |       |                  |                        | Vítr: +1,0 m/s    |       |       |       |

#### Semifinále 3
| Poř. | Dráha | Běžec           | Národnost              | Čas start. reakce | Čas   | Pozn. | Kval. |
| ---- | ----- | --------------- | ---------------------- | ----------------- | ----- | ----- | ----- |
| 1    | 6     | Yohan Blake     | Jamajka                | 0,176             | 9,85  |       | Q     |
| 2    | 4     | Tyson Gay       | Spojené státy americké | 0,151             | 9,90  |       | Q     |
| 3    | 7     | Adam Gemili     | Velká Británie         | 0,158             | 10,06 |       |       |
| 4    | 8     | Derrick Atkins  | Bahamy                 | 0,164             | 10,08 | SB    |       |
| 5    | 9     | Justyn Warner   | Kanada                 | 0,135             | 10,09 | PB    |       |
| 6    | 5     | Ryota Yamagata  | Japonsko               | 0,158             | 10,10 |       |       |
| 7    | 3     | Rondel Sorrillo | Trinidad a Tobago      | 0,140             | 10,31 |       |       |
| -    | 2     | Kemar Hyman     | Kajmanské ostrovy      | -                 | -     | DNS   |       |
|      |       |                 |                        | Vítr: +1,7 m/s    |       |       |       |

### Finále
| Poř.             | Dráha | Běžec            | Národnost              | Čas start. reakce | Čas   | Pozn.   |
| ---------------- | ----- | ---------------- | ---------------------- | ----------------- | ----- | ------- |
| Zlatá medaile    | 7     | Usain Bolt       | Jamajka                | 0,165             | 9,63  | OR      |
| Stříbrná medaile | 5     | Yohan Blake      | Jamajka                | 0,179             | 9,75  | =PB     |
| Bronzová medaile | 6     | Justin Gatlin    | Spojené státy americké | 0,178             | 9,79  | PB      |
| 4                | 4     | Tyson Gay        | Spojené státy americké | 0,145             | 9,80  | SB      |
| 5                | 8     | Ryan Bailey      | Spojené státy americké | 0,176             | 9,88  | =PB     |
| 6                | 9     | Churandy Martina | Nizozemsko             | 0,139             | 9,94  |         |
| 7                | 2     | Richard Thompson | Trinidad a Tobago      | 0,160             | 9,98  |         |
| 8                | 3     | Asafa Powell     | Jamajka                | 0,155             | 11,99 | zranění |
|                  |       |                  |                        | Vítr: +1,5 m/s    |       |         |